# Kleinplanet

Eulerdiagramm, welches den Zusammenhang zwischen den Objekten innerhalb des Sonnensystems zeigt (ohne die Sonne).

Kleinplaneten (engl. minor planets) oder Planetoiden sind astronomische Objekte, die sich auf einer direkten Umlaufbahn um die Sonne bewegen, aber die Kriterien zur Einstufung als Planet nicht erfüllen – weil sie ihre Umlaufbahn nicht entsprechend freigeräumt haben – und darüber hinaus auch nicht als Komet oder Meteoroid eingeordnet werden können. Kleinplaneten, deren Masse und Gravitation ausreicht, um Kugelgestalt erlangt zu haben, werden als Zwergplaneten bezeichnet. Kleinplaneten können Asteroiden wie Zentauren und Trojaner sein, oder auch transneptunische Objekte wie Kuipergürtelobjekte. Bis 2019 wurden die Umlaufbahnen von 794.832 Kleinplaneten bestimmt. Der zuerst entdeckte Kleinplanet war im Jahr 1801 Ceres.

## Begriffsabgrenzung
Historisch gesehen sind die Begriffe Asteroid, Kleinplanet und Planetoid mehr oder weniger synonym. Das Problem ist aber dadurch komplizierter geworden, dass zahlreiche Kleinplaneten außerhalb der Jupiterbahn, insbesondere aber der Neptunbahn, entdeckt wurden, für welche der Begriff Asteroiden nicht gebräuchlich ist. Zudem gibt es Kleinplaneten, die „ausgasen“ und zugleich auch als Komet klassifiziert werden.
Vor 2006 verwendete die IAU offiziell den Begriff minor planet. Während der Tagung 2006 wurde eine Unterteilung der minor planets in Zwergplaneten und Small Solar System bodies (SSSB) eingeführt. Objekte werden Zwergplaneten genannt, wenn ihre Masse ausreicht, um ein hydrostatisches Gleichgewicht zu erreichen, was sich oft darin ausdrückt, dass sie eine annähernd kugelförmige Gestalt aufweisen. Die IAU legte fest, dass der Begriff 'minor planet' weiterhin verwendet werden darf, dass aber der Begriff „small solar system body“ vorgezogen werden solle, was jedoch im Sprachgebrauch bisher keine Resonanz erfahren hat. Es wird auch weiterhin zur Nummerierung und Benennung die traditionelle Unterscheidung zwischen Kleinplaneten und Kometen verwendet.

## Klassifikation
Kleinplaneten können hauptsächlich nach den Bereichen ihres Vorkommens in verschiedene Kategorien eingeteilt werden:
- Asteroiden
  - Erdnahe Asteroiden sind diejenigen Asteroiden, deren Umlaufbahn sie innerhalb der Marsumlaufbahn bringt. Für weitere Unterteilungen dieser gemäß ihren Bahndistanzen werden verwendet:
    - Aten-Asteroiden haben eine Halbachse, die weniger als eine Erdumlaufbahn und dessen Aphel (weiteste Entfernung von der Sonne) größer als 0,983 AE ist.
    - Amor-Asteroiden sind diejenigen erdnahen Asteroiden, die von außerhalb kommend sich der Erdumlaufbahn nähern, aber sie nicht kreuzen. Ihr Perihel ist kleiner als 1,382 (oder nach einer anderen Definition 1,300) AE und größer als 1,017 AE.
    - Apollo-Asteroiden sind diejenigen Asteroiden, deren Hauptachse größer ist als die der Erde, während ihre Periheldistanz zur Erde nicht mehr als 1,017 AE sind. So wie die Aten-Asteroiden kreuzen sie die Erdumlaufbahn.
    - Atira (Apohele)-Asteroiden bewegen sich innerhalb der Periheldistanz der Erde und befinden sich somit zur Gänze innerhalb der Erdumlaufbahn.

  - Asteroiden des Asteroidengürtels: die ursprüngliche und am besten bekannte Gruppe von Asteroiden bzw. Kleinplaneten.
  - Planeten-Trojaner bewegen sich um die Lagrange-Punkte 4 und 5 jeweils 60° vor bzw. hinter dem Planeten.
    - Die Mars-Trojaner teilen sich die Bahn mit dem Mars.
    - Die Jupiter-Trojaner sind Asteroiden, die die Umlaufbahn Jupiters teilen.
    - Die Uranus-Trojaner haben wegen der Bahnstörungen durch Saturn und Jupiter keine langfristig stabilen Bahnen. Bis jetzt ist erst ein solches Objekt bekannt.
    - Neptun-Trojaner sind Himmelskörper, die Neptuns Umlaufbahn mit ihm teilen und gravitativ an ihn gebunden sind. Obwohl nur einige wenige bekannt sind, gibt es Hinweise, dass sie sowohl zahlreicher sind als die Asteroiden im Asteroidengürtel als auch die Jupiter-Trojaner.[7]

  - Zentauren sind Himmelskörper, die sich im äußeren Sonnensystem zwischen den Umlaufbahnen von Jupiter und Neptun befinden. Durch den gravitativen Einfluss der Gasriesen haben sie instabile Umlaufbahnen. Deshalb müssen sie von woanders gekommen sein, möglicherweise von außerhalb der Neptunbahn.[8]
- Transneptunische Objekte sind Himmelskörper, deren Umlaufbahn sich außerhalb der neptunischen Umlaufbahn befindet.
  - Kuipergürtel-Objekte:
    - Klassische Kuipergürtelobjekte mit einer Halbachse größer als 30 AE und kleiner als 50 AE.
    - Plutinos sind Himmelskörper wie Pluto, die sich in einer 2:3-Resonanz mit Neptun und anderen resonanten transneptunischen Objekten befinden.
    - Die Scattered Disk Objects wie (136199) Eris sind Objekte mit einer Halbachse größer als 50 AE außerhalb des Kuipergürtels und einem Perihel kleiner als 50 AE. Von ihnen wird angenommen, dass sie von Neptun gravitationell gestreut wurden.

  - Detached Objects wie (90377) Sedna, bei denen sowohl das Aphel als auch das Perihel außerhalb des Edgeworth-Kuipergürtels liegen.

## Benennung
Das Minor Planet Center registrierte bis Ende Juni 2016 über 152.000.000 Beobachtungen von knapp 719.000 Objekten, von denen circa 715.000 als Kleinplaneten und annähernd 4.000 als Kometen eingeordnet wurden, von denen wiederum fast 470.000 genügend genaue Bahnbestimmungen aufwiesen, so dass ihnen permanente offizielle Nummern vergeben werden konnten. Von diesen Kleinplaneten hatten zum gleichen Zeitpunkt über 20.000 offizielle Namen erhalten.

### Nummerierung
Einem neuentdeckten Kleinplaneten wird eine vorläufige Bezeichnung vergeben (wie z. B. 2002 AT4), die aus dem Entdeckungsjahr und einem alphanumerischen Code besteht, wobei der alphanumerische Code den Halbmonat der Entdeckung und die Sequenzierung innerhalb dieses Halbmonats wiedergibt. Sobald die Asteroidenumlaufbahn bekannt ist, bekommt er als Bezeichnung eine Nummer und kann später auch mit einem Namen (wie z. B. (433) Eros) versehen werden. Mit der steigenden Schnelligkeit der Neuentdeckungen sind es sechsstellige Nummerierungen geworden. Das Wechseln von fünf- auf sechsstellig geschah mit dem Rundschreiben Minor Planet Circular (MPC) vom 19. Oktober 2005, als die Zahl der nummerierten Kleinplaneten von 99.947 auf 118.161 anwuchs. Die formale Nomenklatur verwendet Klammern um die Nummern, aber diese auszulassen ist gängig. Informell wird häufig die Nummer komplett weggelassen oder steht nach der ersten Erwähnung nicht mehr in einem Text, wenn der Name dort wiederholt wird.
Kleinplaneten, die mit einer Nummer statt einem Namen versehen wurden, behalten ihre vorläufige Bezeichnung, wie z. B. (29075) 1950 DA. Da moderne Entdeckungsmethoden eine große Anzahl von neuen Asteroiden finden, werden immer mehr nicht benannt. Die älteste Entdeckung, die lange ohne Namen geblieben war, ist (3360) 1981 VA, die jetzt (3360) Syrinx heißt; seit September 2008 ist der Älteste dieser Art (3708) Socus. Selten wird die vorläufige Bezeichnung eines kleinen Objekts selbst als Name verwendet: der lange unbenannte (15760) Albion1 hieß bis ins Jahr 2018 provisorisch (15760) 1992 QB1 und das führte lautmalerisch („Q B one“) zum Namen „Cubewanos“ einer Gruppe der Kuipergürtelobjekte, die als klassische Kuipergürtelobjekte bekannt sind.
Einige wenige Objekte werden sowohl als Asteroiden als auch als Kometen geführt, wie z. B. (4015) Wilson-Harrington, der auch als 107P/Wilson–Harrington aufgelistet wird.

### Namensquellen
Die ersten Asteroiden wurden nach Gestalten der griechischen und römischen Mythologie benannt, aber als diese Namen ausgingen, wurden Namen von bekannten Menschen, literarische Figuren, Ehegattinen und Kindern der Entdecker sowie Namen aus Film und Fernsehen verwendet.
Der erste Asteroid, der einen nichtmythologischen Namen bekam, war (20) Massalia, der nach dem griechischen Namen der Stadt Marseille benannt wurde. Derjenige, der als erster einen ganz und gar nicht klassischen Namen bekam, war (45) Eugenia, der nach der Frau von Napoleon III., Kaiserin Eugénie de Montijo, benannt wurde. Einige Zeit wurden nur weibliche (oder verweiblichte) Namen verwendet; Alexander von Humboldt war der erste Mann, nach dem ein Asteroid benannt wurde, aber sein Name wurde zu (54) Alexandra verweiblicht. Diese unausgesprochene Tradition blieb, bis (334) Chicago benannt wurde; selbst dann erschienen verweiblichte Namen noch jahrelang.
Als die Anzahl der Asteroiden in die Hunderte und schließlich in die Tausende ging, hatten Entdecker damit begonnen, ihnen immer willkürlichere Namen zuzuweisen. Die ersten Vorboten dessen waren (482) Petrina und (483) Seppina, die nach den Haushunden der Entdecker benannt wurden. Diesbezüglich gab es jedoch kaum Kontroversen, bis 1971 als (2309) Mr. Spock (der Name der Katze des Entdeckers) vergeben wurde. Obwohl der IAU anschließend die Vergabe von Haustiernamen verbot, werden ungewöhnliche Asteroidennamen wie z. B. (4321) Zero, (6042) Cheshirecat, (9007) James Bond, (13579) Allodd und (24680) Alleven und (26858) Misterrogers immer noch vorgeschlagen und akzeptiert.
Eine etablierte Regel ist, dass im Unterschied zu Kometen Kleinplaneten nicht nach ihrem/ihren Entdecker/n benannt werden dürfen. Eine Art, diese Regel zu umgehen ist, den Asteroiden Namen anderer Kleinplanetentdecker zu geben. Eine Ausnahme zu dieser Regel ist (96747) Crespodasilva, der nach seiner Entdeckerin Lucy d’Escoffier Crespo da Silva benannt wurde, weil sie sich kurz nach der Entdeckung im Alter von 22 Jahren das Leben nahm.
Von Anfang an wurden Namen an verschiedene Sprachen angepasst. (1) Ceres, wobei Ceres der anglo-lateinische Name war, wurde eigentlich Cerere benannt, was der italienischen Form des Namens entspricht. Arabisch, Deutsch, Französisch und Hindi verwenden ähnliche Formen wie im Englischen, wohingegen Russisch Tserera verwendet, das dem Italienischen ähnlich ist. In Griechisch wurde der Name in Δήμητρα (Demeter) übersetzt, der griechischen Entsprechung der römischen Göttin Ceres. Während der Anfangszeit, als Asteroiden  nach römischen Gestalten benannt wurden, wurden sie im Allgemeinen ins Griechische übersetzt; andere Beispiele sind Ἥρα (Hera) für Juno, Ἑστία (Hestia) für Vesta, Χλωρίς (Chloris) für Flora und Πίστη (Pistis) für Fides. Im Chinesischen werden sie nicht nach den Namen der chinesischen Formen der Gottheiten benannt, sondern haben typischerweise ein oder zwei Silben für die Gestalt der Gottheit oder Person, gefolgt von 神 – „Gott/Göttin“ oder 女 – „Frau“, wenn nur eine Silbe, plus 星 – „Stern/Planet“, sodass die meisten Asteroidennamen mit drei chinesischen Schriftzeichen geschrieben werden. Folglich wird Ceres 谷神星 – „Korn-Göttin-Planet“, Pallas ist 智神星 – „Weisheit-Göttin-Planet“ usw.

#### Besondere Regeln
Es gibt Populationen von Kleinplaneten, für die bezüglich der Namensquellen Regeln entwickelt wurden, z. B. Zentauren (die zwischen Saturn und Neptun umlaufen) werden alle nach mythologischen Zentauren benannt; Jupiter-Trojaner nach Helden des Trojanischen Krieges; resonante transneptunische Objekte nach Unterweltwesen und nichtresonante TNO nach Schöpfungsgottheiten.

## Erfassung der physischen Eigenschaften
Die Kommission 15 der Internationalen Astronomischen Union übernimmt die physikalische Erforschung von Kometen und Kleinplaneten. Die Daten zu Kleinplaneten und Kometen sind im PDS Asteroid/Dust Archive zu finden – die Eigenschaften von Binärsystemen, Okkultationszeiten und Durchmesser, Masse, Dichte, Rotationsperiode, Oberflächentemperatur, Albedo, Spin-Vektor, Taxonomie und absolute Größe sowie Steigung. Zusätzlich dazu verwaltet die Europäische Asteroid Research Node (E.A.R.N.), eine Assoziation der Asteroidenforschungsgruppen, eine Datenbank der physikalischen und dynamischen Eigenschaften von erdnahen Asteroiden.